# Pero Lopes de Sousa
Pour les articles homonymes, voir Lopes.
Pero Lopes de Sousa (Lisbonne, 1497 — 1539) est un militaire portugais. Il est le frère de Martim Afonso de Sousa.
Issu d'une famille noble, il passe son enfance et son adolescence à la cour. Encore jeune, il s'intéresse à la navigation et, en décembre 1530, il est envoyé, avec son frère, en mission par le roi Jean III de Portugal pour explorer les côtes du Brésil. En 1532, il décide de rentrer au Portugal. Sur le chemin du retour, il affronte et fait prisonniers deux navires français au large du Pernambouc. Cet épisode lui vaut le don de cinquante lieues de terres du littoral brésilien, offertes par la couronne.
En 1539, à la tête d'une escadre de six navires, il quitte Lisbonne à destination des Indes. Sur le chemin du retour, il fait naufrage à hauteur de Madagascar, et son corps disparait en mer.

## Œuvre
En 1839, l'historien Francisco Adolfo de Varnhagen découvre son livre de bord. Dans cet ouvrage, Lopes de Sousa conte, en plus de sa biographie et de celle de son frère, la fondation des villes de São Vicente et Piratininga ou la découverte de la baie de Guanabara, du Rio de la Plata et de l'île Fernando de Noronha. Ce témoignage est très important pour comprendre les siècles de luttes qui suivirent entre l'Espagne et le Portugal pour le contrôle du Rio de la Plata. Il s'agit du premier document décrivant la côte sud-américaine. Il narre également le contact avec des bannis et l'expulsion des français.